# Вагант

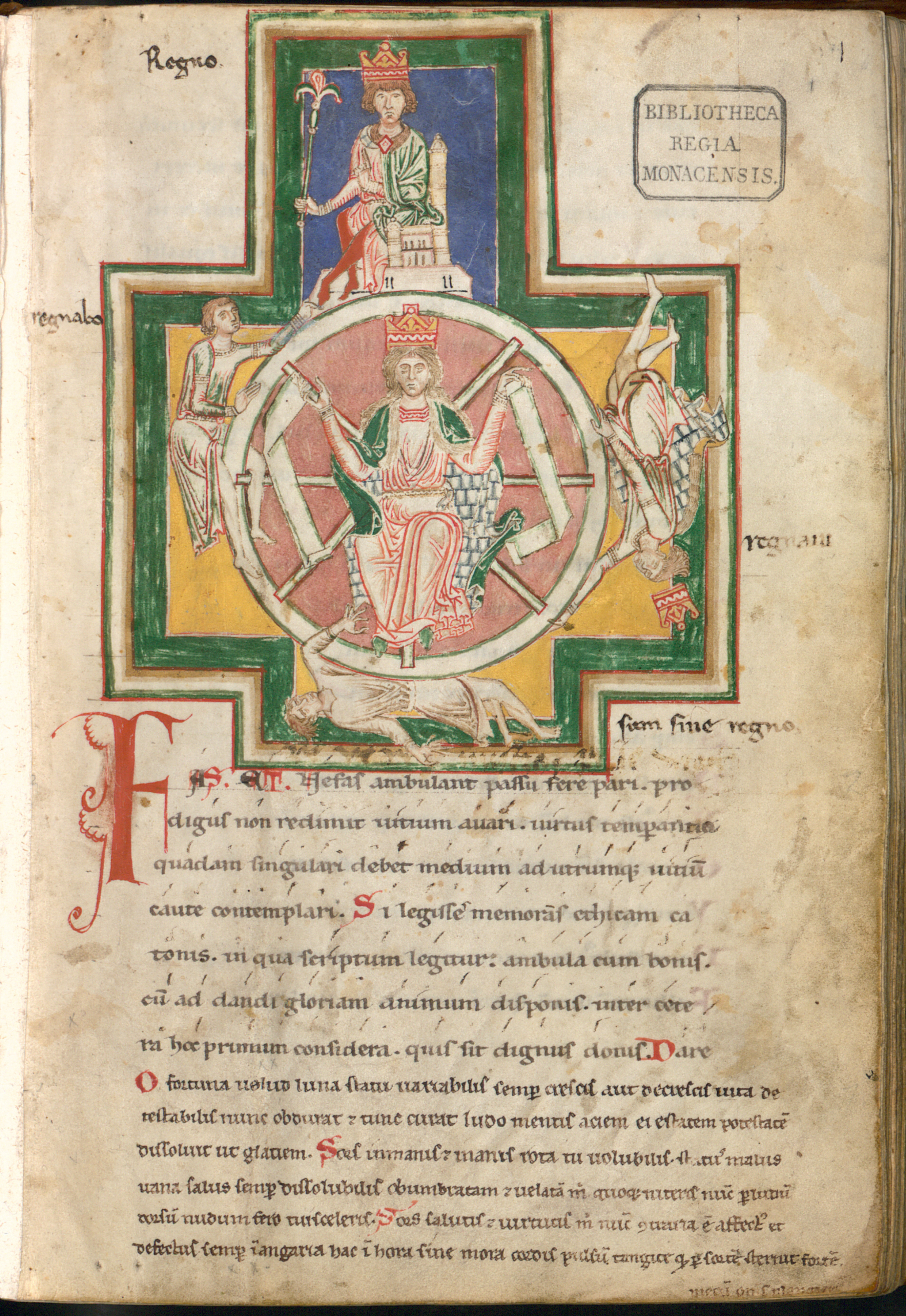
Колесо Фортуни у рукописній збірці пісень «Карміна Бурана» Carmina Burana, Codex Buranus

Ґоліарди або вага́нти — мандрівні священники і монахи-утікачі у середньовічні часи, XI–XIV століття, у Західній Європі, що складали вірші, виконували пісні та декламували прозу на площах міст та на різних зібраннях. Особливістю творчості вагантів була постійна критика католицької церкви і духовенства за їхню скупість, лицемірство і невігластво.

## Походження назви
Вираз «голіарди» набув поширення у Франції та Англії. Можливо, він походив від слова фр. gula — глотка, яке позначало зокрема й ненажеру. Можливо, слово походило від імені біблійного героя Ґоліята, який у середньовічній традиції сприймався як веселий гультяй і ненажера. Саме Ґоліята голіарди обрали своїм покровителем.
На німецьких землях використовували слово «ваганти». Це походить від латинського слова vagantes, що означає «бродячі люди».

## Історія
У ХІІ столітті соборні школи почали випускати надмірну кількість кліриків, багатьом з яких не вистачало місць при соборах і монастирях, вони залишались без своєї парафії. Шляхами середньовічної Англії, Франції, Північної Італії та інших країн Європи ходили вони поодинці та групами. Цих людей називали вагантами. Незважаючи на їхню бідність, ці люди були напрочуд веселими та життєрадісними, як і їхня поезія. «Зневага» до книжок і знань була їхньою літературною грою. Самі вони були дуже високоосвіченими людьми і не уявляли свого життя без книжок.
Ця вільна ватага, яка мандрувала Європою зі сходу на захід, з півдня на північ, не мала ні національності, ні суспільного стану. Вони знали, що таке бідність, приниження. Це зближувало їх із простим людом. Хоча соціальний рівень вагантів був невисоким, вони відчували себе інтелектуальною елітою, бо знання латини вирізняло їх з-поміж «невігласів». Ваганти добре розуміли одне одного, оскільки латину іноді знали краще за рідну мову.
Уміти римувати було справою честі кожного ваганта. Тож при зустрічі на черговому європейському перехресті студенти й клірики обмінювалися новинами та піснями. Якщо пісня подобалася, її запам'ятовували, щось додавали чи вилучали з неї і несли далі. Це був своєрідний фольклор ученої братії.
Ваганти не зневажали науку, довгі роки вчилися, складали важкі іспити, досягали великої вченості. А ненадовго відклавши книжки, підсміювалися із себе, співаючи жартівливих пісень про марно витрачені молоді роки.

## Відомі ваганти
Серед великої кількості анонімних вагантських поезій є пісні, автори яких відомі. Але їхні імена також анонімно-вагантські: Примас (старійшина) Орлеанський, Архипіїта (поет над поетами) Кельнський, Вальтер Шатильонський. Про Примаса Орлеанського існує безліч анекдотів та легенд, його навіть згадує Бокаччо в «Декамероні». Як насправді звали Архіпіїту Кельського невідомо. Він жив за часів Фрідріха Барбароси, походив, швидше за все, з лицарського роду, у віршах говорив про себе. Про Вальтера Шатильонського відомо ще менше. Він був майже ровесником Архіпіїти Кельського, мав блискучу освіту і належав до одного з найповажніших у Європі гуманістичних гуртків.

## Лірика
Поезія голіардів та вагантів виникла на базі поезії про життя мандрівних «учених кліриків», про події, свідками яких їм судилося бути. Високо цінуючи Овідія, Горація, вони знали й народну творчість, використовували у своїх творах мотиви та форми народних пісень.
У своїх віршах вони уникали «куртуазності», не прагнули прикрашати життя. У їхніх творах часто чуються нарікання на долю, яка так мало посміхається «вченому», а свої дарунки надає «скупим і розумом, і серцем».
Значне місце в поезії вагантів займала сатира. Вони викривали любов духовенства до грошей, лицемірство монахів, які закликали до праведного життя, а самі нерідко не цуралися земних радощів. Найбільше зразків поезії вагантів знаходиться у так званому «Буранському збірнику», знайденому у 1803 році, а найдавнішою збіркою вагантських творів вважають «Кембриджські пісні».
З часом вагантів поменшало, і їхня поезія начебто забулася, але не зникла. У XVI–XVII ст. в німецьких землях, що тоді були центром університетської освіти, студенти співали пісню, до якої невідомим чином потрапили рядки з вагантської поезії. Ми знаємо її як міжнародний гімн студентства «Gaudeamus».

## Український переклад поезії вагантів
- Мирон Борецький, Андрій Содомора. Поезія вагантів. — Львів : Світ, 2007. — 263 с. : іл. с. — ISBN 9789666035175.